# Dasylirion quadrangulatum
Dasylirion quadrangulatum ist eine Pflanzenart der Gattung Dasylirion in der Familie der Spargelgewächse (Asparagaceae). Das Artepitheton quadrangulatum bedeutet ‚(lat. quadrangulatus) mit vier Kanten‘. Ein englischer Trivialname ist „Sotol Perilla, Junquillo, Vara“.

## Beschreibung
Dasylirion quadrangulatum bildet einen holzigen, kräftigen Stamm bis 300 cm Höhe. Die quadratischen, variablen, glatten, grünen, dichten Laubblätter sind 80 bis 90 cm lang und 8 bis 9 mm breit an der Basis. Die Endspitzen sind dünn/nadelförmig.
Der rispige, holzige, im Durchmesser 5 bis 7 cm dicke, massive Blütenstand wird 3 bis 7 m hoch. Die zahlreichen Blüten sind weiß bis cremefarben. Die Blühperiode reicht von März bis April.
Die elliptischen bis eiförmigen Kapselfrüchte beinhalten 1 bis 2 Samen und sind 7 mm lang und 5 bis 6 mm breit. Die dreikantigen bis länglichen Samen sind 2,5 mm lang und 2 mm breit.

## Verbreitung und Systematik
Dasylirion quadrangulatum ist in Mexiko im Süden des Bundesstaats Nuevo Leon und im Südwesten von Tamaulipas in Höhen von 1800 bis 2000 m lokal verbreitet. Es wächst in Wüstengebieten an steinigen Hängen oder in ebenem, buschigem Gelände, vergesellschaftet mit Yucca carnerosana, Agave lechuguilla, Agave striata und anderen Arten.
Die Erstbeschreibung erfolgte 1879 durch Sereno Watson.
Das seltene Dasylirion quadrangulatum ist ein Mitglied der Sektion Quadrangulatum. Charakteristisch ist der kräftige, bis 3 m hohe Stamm mit dem imposanten, bis zu 7 m hohen Blütenstand. Typisch sind die variablen, quadratischen, grünen, dichten Blätter mit den nadelförmigen Endspitzen. Die Art ähnelt Dasylirion longissimum, jedoch sind Unterschiede z. B. in der Blattstruktur erkennbar. 
Dasylirion quadrangulatum ist kaum bekannt.

## Nachweise